# Dorika margarita
Dorika margarita là một loài bướm đêm trong họ Noctuidae.